# Windows Metafile
Windows Metafile (WMF - formato de arquivo)  arquivo de Computador (ficheiro).
Windows Metafile (WMF) É um formato de arquivo gráfico do Sistema Microsoft Windows , originalmente implementado nos anos 90. Estes arquivos são portáveis entre as aplicações e essencialmente possuem em seu conteúdo a característica gráfica vetorial, que ao ser visualizado mantém as características originais de imagem mesmo quando de sua ampliação.
WMF foi introduzido no Windows 3.0 inicialmente e é um formato nativo de imagem vetorial nas aplicações do Microsoft Office como Word, PowerPoint e Publisher.